# Gihanga

Gihanga is een commune (gemeente) in de Burundese provincie Bubanza.  De hoofdplaats van de gemeente heeft dezelfde naam.
Verder omvat de gemeente nog de volgende plaatsen: Buramata, Gihungwe, Kagwena,  Mpanda, Mukindu, Murira, Muyange, Ninga, Nyeshanga, Rushakashaka.  